# José Bernardo Alcedo
José Bernardo Alcedo (Lima, Perú 20 d'agost de 1798 - 28 de desembre de 1878) fou un compositor peruà, potser el millor del segle del seu país.
Fou soldat durant la guerra de la Independència del seu país, es va fer cèlebre per haver compost l'himne nacional del Perú, durant el seu càrrec com a director de la banda de l'exèrcit, en abandonar aquest càrrec fou substituït per Kvapil.
Publicà una Filosofia elemental de la música (Lima, 1769).